# Germània Superior

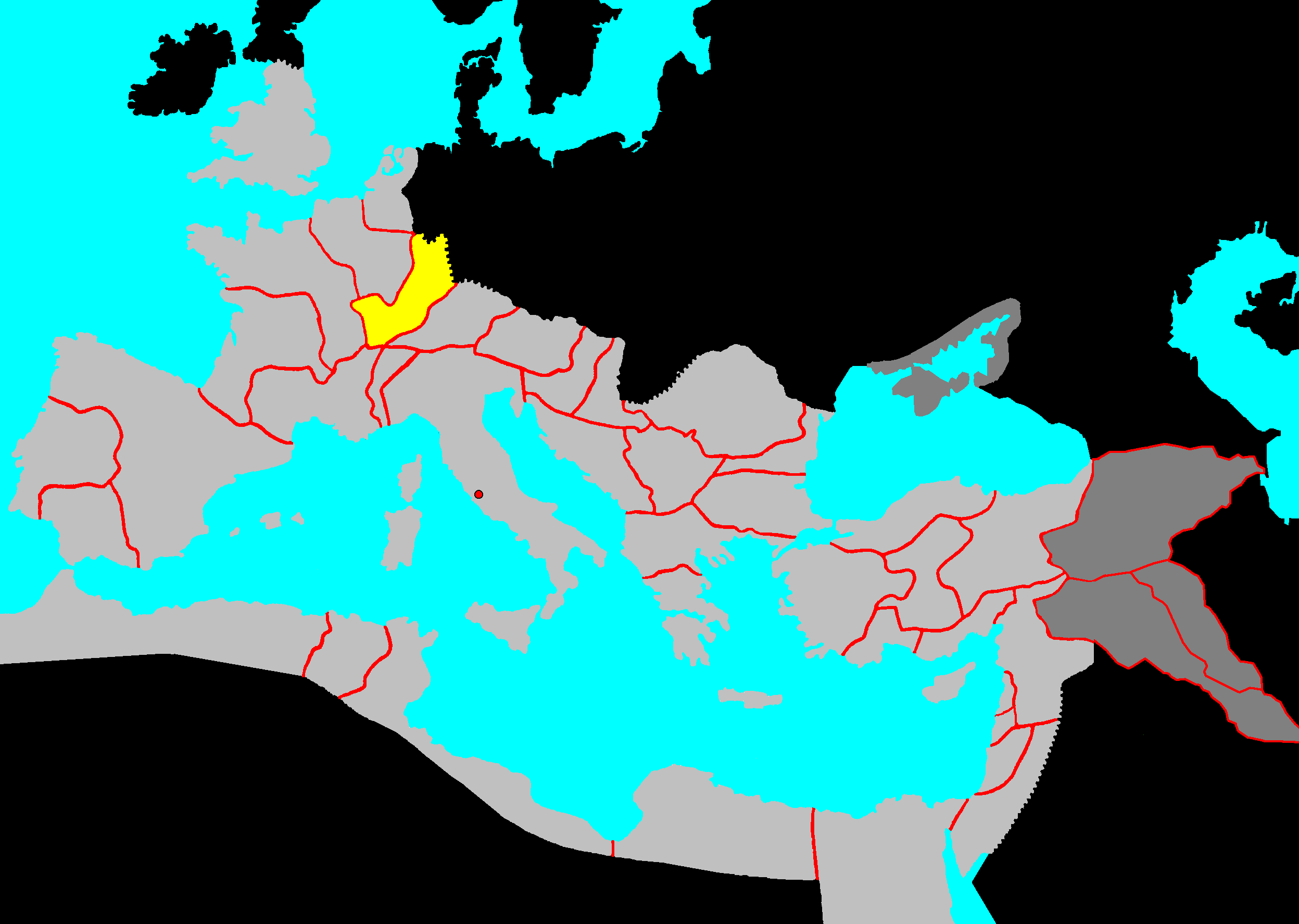
La província romana de la Germània superior el 120

Germània Superior fou una província romana creada per Cèsar August en un territori conquistat anys enrere per Juli Cèsar. La província ocupava Alsàcia, part de l'actual Suïssa i la riba occidental de la part alta del Rin.

## Invasió germànica
Des del segle iii aC, molts pobles van emigrar a la Germània des de l'est. Els romans van tenir coneixement de dos d'aquests pobles, quan els cimbres i els teutons van entrar a l'Helvècia i a la Gàlia. Els romans no es van enfrontar amb exèrcits, sinó amb pobles sencers que desplaçaven als celtes.
Les tribus invasores van derrotar el 113 aC a Nòrica als romans, que estava comandats pel cònsol Gneu Papiri Carbó. Llavors els cimbres es van establir al territori dels celtes al·lòbroges. Van sol·licitar als romans permís per establir-hi, però aquests s'hi van negar, per la qual cosa van haver de lluitar de nou. L'any 109 van vèncer de nou l'exèrcit romà, aquesta vegada al comandament de Marc Juni Silà al sud de la Gàl·lia. No obstant això, els cintres no van envair Itàlia i durant un temps es van mantenir allunyats de l'esfera d'influència de Roma. El rei cimbre Boiorix va derrotar el 105 aC a la batalla d'Arausio als romans sota les ordres del procònsol Quint Servili Cepió i el cònsol Gneu Mal·li Màxim, perdent uns 80.000 homes.
Els cintres van decidir no envair Itàlia i es van desplaçar a la Hispània, mentre que els teutons es van quedar al sud de la Gàl·lia. L'any 103, els cintres van tornar a la Gàl·lia - expulsats d'Hispània pels celtibers - i es van aliar amb els teutons, decidits a conquerir Roma. En vista de la mida tant gran dels exèrcits, van decidir separar-se i reunir-se a la vall del Po. Això va demostrar ser un greu error, ja que l'any 102 els teutons van ser aniquilats pel cònsol Gai Mari a la batalla d'Aquae Sextiae, on van caure 100.000 teutons. Els cintres sí que van aconseguir arribar a la vall del Po, però es van trobar amb els exèrcits units dels cònsols Quint Lutaci Catul i Gai Mari. En la plana de Raudine es va lliurar la batalla de Vercelae, que va concloure amb la mort del rei Boiorix i més de 60.000 cintres.

## Conquesta
La pacificació dels germànics obtinguda per Gai Mari en la Guerra címbria es va mantenir per gairebé cinc dècades, fins que Juli Cèsar va iniciar la campanya a la Gàl·lia.
Els sueus havien creuat el Rin i expulsat els celtes, que van demanar ajuda als romans el 58 aC i Cèsar va anar-hi, amb el secret desig d'annexar la Gàl·lia a Roma. Cèsar els va derrotar i els va enviar de tornada a l'est del Rin.
Noves tribus germàniques van creuar el Rin el 55 aC, però Cèsar les va expulsar i va construir un pont sobre el riu, que va utilitzar per perseguir els seus enemics i derrotar-los. El 53 aC va creuar de nou el Rin per seguir combatent als germànics, però aquests s'evadiren i Cèsar va tornar sense presentar batalla.

## Organització
La guerra civil entre Pompeu i Cèsar va suspendre les campanyes en Germània, i els alemanys van fer de les seves a la Gàl·lia, fins que el nebot de Cèsar, Octavi, va prendre el poder i organitzar el territori conquerit per Cèsar en dues províncies: Germània Superior i Inferior. Posteriorment afegiria més territoris germànics a l'Imperi i crearia la tràgicament cèlebre Germania Magna.
La província de Germània Superior estava plena de fortificacions a la seva frontera al llarg del Rin Les legions romans sempre van estar actives en aquesta província i van aconseguir repel·lir una vegada i una altra a les tribus germàniques que empenyien unes a les altres contra Roma.
L'any 254 el limes de la Germània Superior va ser perforat pels alemanys de l'altra riba del Rin, i cap a l'any 259 es va produir l'ingrés d'importants contingents bàrbars a la Gàl·lia Belga. Entre els anys 268 i 278 l'interior de la Gàl·lia fou saquejada i alguns grups arriben fins a Hispània. Tot just cap a l'any 278 la frontera és restablerta per l'emperador Marc Aureli Probe .
No seria fins al segle iv que les tribus germàniques finalment aconseguirien passar de nou el Rin, aquesta vegada per sempre.
La Germània Superior tenia assignades permanentment a la Legió VIII Augusta i la Legió XXII Primigenia.
La capital de la província era Mogoncíacum (Magúncia, en alemany Mainz, Alemanya) i altres ciutats importants eren Besançon (Besontio), Estrasburg (Argentorate) i Wiesbaden (Aquae Mattiacae).